# Filippo Giustini
Filippo Giustini (Cineto Romano, 8 maggio 1852 – Roma, 18 marzo 1920) è stato un cardinale italiano.

## Biografia

Un ritratto fotografico di Filippo Giustini.

Nacque a Cineto Romano (fino al 1884 Scarpa) nella diocesi di Tivoli, l’8 maggio 1852, da Andrea e Dorotea Caponetti.
La prima educazione gli fu impartita nel Seminario di Subiaco, presso il monastero benedettino, e successivamente in quello diocesano di Tivoli retto dai Padri della Compagnia di Gesù.
Nel novembre 1871, dopo aver superato un concorso sulle materie letterarie, beneficiò di uno dei posti nel Pontificio Seminario Pio in Roma.
Fu ordinato sacerdote il 23 dicembre 1876, quindi allievo delle scuole filosofiche teologiche e legali della Pontificia Università dell’Apollinare, ove conseguì la laurea nel 1880.  In quella stessa Università, nel novembre dello stesso anno, il Papa Leone XIII che lo aveva nominato canonico di Santa Maria in Trastevere, gli affidò la cattedra di Diritto romano, che tenne sino al 1896, essendo nel contempo, sino al 1890 sommista nella Congregazione dei Vescovi e Regolari.
Il 18 agosto 1896 è Prelato Domestico e il 20 febbraio 1897 Uditore della Sacra Rota. L’anno seguente Prefetto degli Studi nelle scuole di S. Apollinare; il 28 aprile 1902 fu nominato Segretario della Congregazione dei Vescovi e Regolari e nella riforma delle SS. Congregazioni Romane venne eletto nel 1908 Segretario della Congregazione per la disciplina dei Sacramenti.
Nel Concistoro del 24 maggio 1914, veniva elevato da Pio X, alla Sacra Porpora,  col titolo di Diacono di Sant’Angelo in Pescheria. Pochi mesi dopo, il Papa Benedetto XV, a seguito della morte del Cardinale Domenico Ferrata, lo nominava Prefetto della Sacra Congregazione della disciplina dei Sacramenti.
Fu delegato Pontificio nella Chiesa e Monastero di Santa Chiara in Napoli e nella Basilica di Santa Maria degli Angeli in Assisi; membro del Supremo Tribunale della Segnatura Apostolica, Consultore del S. Ufficio, della Sacra Congregazione de Propaganda Fide e del Concilio.
Fece parte, insieme a numerosi esperti della disciplina ecclesiastica, della Commissione per la composizione del nuovo Codice di Diritto Canonico, promulgato dal Papa Benedetto XV con la bolla “Provvidentissima Mater” il 27 maggio 1917.
Nel 1919, ricorrendo il settimo centenario del viaggio in Egitto e in Palestina compiuto da San Francesco d’Assisi e dovendo l’ordine Francescano, di cui era stato nominato protettore, celebrare l’evento con solenni festeggiamenti, il porporato fu legato Pontificio in Terrasanta, affinché la presenza di lui desse alle feste maggiore solennità.
Dopo aver preso parte alle feste centenarie di Santo Stefano d’Ungheria a Capua, come rappresentante del Pontefice e visitato il santuario della Madonna di Polsi di cui era protettore, si imbarcò a Taranto il 13 settembre 1919 su una nave militare Italiana, l’esploratore “Quarto” diretto in Terrasanta. Fu a Betlemme, Gerusalemme, Nazareth e Cafarnao, partendo poi alla volta dell'Egitto prima del rientro in Italia.
Morì a Roma, nella sua abitazione all’età di 67 anni alle ore 11.20 del 18 Marzo 1920 a causa di una malattia polmonare. Dopo le esequie, la salma venne tumulata nel sacello di Propaganda Fide nel cimitero del Verano.